# K-tai Investigator 7
K-tai Investigator 7 (en japonés : ケータイ捜査官7, Keitai Sōsakan 7?, traducción literal: Investigador móvil 7), también conocida como Cell Phone Investigator Seven, es una serie de televisión japonesa de acción tokusatsu y ciencia ficción, que se emitió desde el 2 de abril de 2008, al 18 de marzo de 2009 en TV Tokyo. Fue una colaboración conjunta entre WIZ y Production IG, con Takashi Miike como director general.

## Argumento
Keita Amishima es un estudiante de secundaria de quince años que se involucra en Under Anchor, una organización creada para llevar a los cibercriminales ante la justicia, utilizando tecnología avanzada. Los agentes de Under Anchor son asociados a un teléfono móvil con "IA" para esta tarea. Keita se une a Phone Braver 7, un teléfono móvil que puede transformarse en un robot, que posee inteligencia artificial, y representa a la última generación de aparatos que combaten a la delincuencia informática. Juntos, se enfrentaran a esta clase de criminales, así como al renegado Phone Braver 01, además de descubrir una conspiración dentro de Anchor, vinculada a un misterio exagente. 

## Personajes

### Under Anchor
Under Anchor (アンダーアンカー,  Andā Ankā?) es una rama de Anchor, un importante proveedor de servicios de telefonía móvil, que lleva a cabo misiones de investigación de campo relacionadas con delitos informáticos y de tecnología. Creó y mantiene a los Phone Bravers. Anchor tiene un sistema de supervisión de red llamado Eliza (エライザ, Eraiza?), a través de la cual se realiza el acceso web y el hackeo por parte de los Phone Bravers.
- Keita Amishima (網島 ケイタ, Amishima Keita?): Un estudiante de primer año de secundaria que debido a un traslado de su padre Kentaro, se ve obligado ha mudarse a una nueva escuela en Tokio. Como esta situación suele ser algo habitual, decide no hacer nuevos amigos en la escuela. Pero su mejor amigo de su escuela anterior llega a Tokio, y deciden quedar en el Monte Fuji para irse juntos. Al pasar por una obra en construcción, Keita, es atacado por una pala excavadora, y es salvado por un hombre llamado Takimoto y su extraño compañero, un teléfono móvil llamado Phone Braver 7 ("Seven"). Debido a este incidente, Keita, se hace amigo de "Seven" y terminara convirtiéndose en el sucesor Takimoto, y a su vez, en un agente de Under Anchor.

- Daiki Kirihara (桐原 大貴, Kirihara Daiki?): Kirihara es el compañero de Phone Braver 3 y se muestra fuerte y duro con los demás, especialmente con Keita. Es un ex oficial de policía y es estricto no sólo con quienes lo rodean, sino también consigo mismo. Odia a la sociedad de Internet porque cree que no se puede confiar en las personas cuyos rostros no son reconocibles. Sus padres y su hermano menor fueron asesinados hace 13 años por un asesino fantasma llamado Akatsuki. Es un fan secreto de Hitomi Shimatani y se pone celoso cuando ve a "Seven" recibir un beso de ella.

- Sōsuke Takimoto (滝本 壮介, Takimoto Sōsuke?): El compañero original de 7, un investigador sensato con sentimientos por Chigusa. Es herido de muerte cuando intenta salvar a Keita durante una investigación. Al ver algo de sí mismo en Keita, le entrega a "Seven" antes de morir. Keita finalmente se une a Under Anchor después del incidente, motivado por la muerte de Sōsuke.

- Chigusa Mimasaka (美作 千草, Mimasaka Chigusa?): Jefa del equipo de investigación especial de Under Anchor y excompañera de Phone Braver 2 hasta que es eliminada por 01. Fue pareja de Takimoto. Tuvieron una relación ambigua, pero cuando él murió, se dio cuenta de lo que le importaba. Chigusa es muy seria con sus misiones y su trabajo. Cuando Tada reapareció, Mimasaka se vio obligada a unirse a 01 para detenerlo y salvar a Keita.

- Tōko Asano (麻野 瞳子, Asano Tōko?): Una agente de Under Anchor, que es compañera de Phone Braver 4 y supervisó a Keita cuando era aprendiz. Tōko es una chica vivaz y romántica, aunque parece gafar a todos los que la rodean cuando está enamorada, involucrándolos en sus asuntos.

- Gannosuke Blackbird (ガンノスケ・ブラックバード, Gan'nosuke Burakkubādo?): Apareció en el expediente del caso Sōsuke Takimoto. Es compañero de Roku (Phone Braver 6) y es un agente que pertenece a la rama extranjera de Under Anchor, que está activa principalmente en Europa. Es un hombre grande que supera los 2 metros y es un exmiembro del SAS .

- Kōhei Mito (水戸 幸平, Mito Kōhei?): Jefe del equipo de desarrollo de Under Anchor, a cargo de reparar los Phone Bravers dañados. Llamado amistosamente "Goinkyo" (ご隠居, que significa "persona jubilada") por los miembros de Anchor, Mito fue el hombre que unió a Date y Sōda, y jugó un papel importante en el concepto de los Phone Braver, cuando se inspiró en una niña llamada Yuuri. También es quien creó el entrenamiento de simulación llamado "El último día en la Tierra", como ejercicio para iniciar a los nuevos agentes.

- Mayuko Hasekura (支倉 真由子, Hasekura Mayuko?): Es el líder de los miembros del departamento de investigación y desarrollo, además de la mano derecha de Mito. Es una chica muy alegre y fanática de la mecánica, que ayuda a mantener a los Phone Bravers en buen estado.

- Mutsuki Sakaki (榊 睦月, Sakaki Mutsuki?): Miembro del equipo de desarrollo de Under Anchor Tech. A ella parece gustarle Hirofumi y los pasteles.

- Sayaka Kisaragi (如月 さやか, Kisaragi Sayaka?): Miembro del equipo de desarrollo de Under Anchor Tech. Destaca por su ternura y le encantan los pasteles.

- Yayoi Kageyama (影山 弥生, Kageyama Yayoi?): Miembro del equipo de desarrollo de Under Anchor Tech. Tiene una apariencia glamorosa y también le encantan los pasteles.

- Hirofumi Morishita (森下 博文, Morishita Hirofumi?): Un miembro del equipo de desarrollo de Under Anchor, generalmente llamado por sus compañeros como "Kikai-kun" (キカイ君, que significa "chico máquina" ). Es un genio de la tecnología, que fue encontrado por Mito en un concurso de robots de la escuela secundaria nacional, y un fanático del manga de superhéroes "Silverman". Kikai-kun es quien construyó los Boost Phones, y basó sus habilidades en el manga. También estuvo involucrado en un incidente en el que fue incriminado por robar copias de un raro manga de Silverman, cuando en realidad, fue otro hombre quien se disfrazó de Hirofumi, y usó tecnología de modelado facial para manipular el vídeo de vigilancia. Pudo limpiar su nombre con la ayuda de Keita y Phone Braver 7.

- Sōichirō Hasumi (蓮見 壮一郎 Hasumi Sōichirō?): Operador de Under Anchor.
- Shūhei Tsujikaze (辻風 修平, Tsujikaze Shūhei?): Operador de Under Anchor.
- Shinichi Mitarai (御手洗 真一, Mitarai Shin'ichi?): Operador de Under Anchor.
- Kaori Amane (天音 佳織, Amane Kaori?): Operadora de Under Anchor.
- Sakura Mochizuki (望月 咲桜, Mochizuki Sakura?): Operadora de Under Anchor.
- Kyōko Fujimiya (藤宮 今日子, Fujimiya Kyōko?): Operador de Under Anchor.
- Yūto Date (伊達 雄人, Date Yūto?): Asesor de Anchor, fue quien creó el concepto de robótica de los Phone Bravers. Fue nombrado como director ejecutivo, como sucesor de Sōda. Traiciona a Under Anchor al ayudar a Magira y ser engañado por ella.

- Masayoshi Sōda (宗田 雅芳, Sōda Masayoshi?): Director ejecutivo de Anchor, que proporciona el sistema de inteligencia artificial utilizado por los Phone Braves. Asumiendo la culpa del evento causado por Magira y Zero-One, renunció como director ejecutivo de Anchor, pero seguiría siendo fiel a su deber como líder.

### Phone Bravers
Los Phone Bravers (フォンブレイバー, Fon Bureibā?) son teléfonos móviles creados por Under Anchor, capaces de transformarse en pequeños robots y conectarse a Internet y a cualquier máquina. Solo se han creado siete y se les ha dado un "compañero" humano (バディ, Badi). La razón del pequeño número de Bravers se debe a su capacidad de ejecutar el "Enlace descentralizado paralelo" (並列分散リンク, Heiretsu Bunsan Rinku), que se considera una habilidad peligrosa pero poderosa, ya que puede combinar la IA de los Phone Bravers, mejorando su conciencia y posiblemente volviendo a la "entidad" combinada contra la humanidad. El suceso ocurrió tres veces y las consecuencias del primero son un misterio. Todos los Phone Bravers están modelados a partir del SoftBank 815T.
- Phone Braver 7 (フォンブレイバー７（セブン）, Fon Bureibā Sebun?): Llamado "Seven" (セブン, Sebun), es el último Phone Braver en ser creado. Es de color plateado y su número de modelo es PB-CMP-TEST07. Originalmente era compañero de Takimoto, pero Seven consigue un nuevo amigo en Keita Amishima, y asume el deber de evitar que Keita sufra el mismo destino que Takimoto. Su mayor fastidio es que lo lancen al aire, por lo general gritando "¡Los teléfonos celulares no son para tirarlos!". En algunos círculos de Internet, se lo conoce como "Angel-K", un teléfono móvil que puede romper la maldición del Diablo K, supuestamente provocada por Zero-One. Seven es lo suficientemente fuerte como para derrotar a cuatro hombres adultos por sí solo, como se demostró cuando se enojó porque los miembros del Kantō Denryūkai lo arrojaron como un juguete.

- Phone Braver 6 (フォンブレイバー6６（ロク）, Fon Bureibā Roku?): Apareció en el expediente del caso de Sōsuke Takimoto. Le llaman "Roku" (ロク, Roku, que significa seis), es de color verde con un diseño arabesco y se comporta como Edokko. Es compañero de Blackbird y es el único Phone Braver que está trabajando activamente, aunque aún no está registrado oficialmente. Es del mismo modelo que Seven, y su número es PB-CMP-TEST06.

- Phone Braver 5 (フォンブレイバー５（ファイブ）, Fon Bureibā Faibu?): llamado "Five" (ファイブ, Faibu), es de color marrón y su número de modelo es PB-CMP-TEST05. Aunque fue desarrollado para la producción en masa, Zero-One le robó su chip lambda y sus extremidades resultaron dañadas, dejándolo inutilizable. Más tarde fue desarrollado como Gene (ジーン, Jīn), con la misma estructura a la del antiguo Five de Magira y Date.

- Phone Braver 4 (フォンブレイバー４（フォース）, Fon Bureibā Fōsu?): llamada "Fourth" (フォース, Fōsu) es de color rosa y compañera de Tōko. Es del mismo modelo que Third, con una personalidad similar, solo que más voluble, y su número es PB-CMP-TEST04. Mientras intentaba detener el hackeo de Under Anchor hace un año, su programa fue congelado por un virus de Zero-One, apagándola y dejándola en mantenimiento desde entonces.

- Phone Braver 3 (フォンブレイバー３（サード）, Fon Bureibā Sādo?): Llamado "Third" (サード, Sādo) es de color azul y compañero de Kirihara, el número de modelo es PB-CMP-TEST03. Es amable y afectuoso. Hace un año, mientras intentaba deshacer un virus causado por Zero-One, se negó a apoyar a Second por temor a ser corrompido. Finalmente superó su miedo para así poder detener a Zero-One, y terminó en mantenimiento por un corto tiempo, después de ejecutar un enlace descentralizado paralelo defectuoso con Seven.

- Phone Braver 2 (フォンブレイバー２（セカンド）, Fon Bureibā Sekando?): Llamada "Second" (セカンド, Sekando), es de color dorado, compañera de Chigusa y el primer modelo de prueba, su número es PB-CMP-TEST02. Se vio involucrada en una disputa con Zero-One, y aunque intentó proteger la red Under Anchor, Second fue partida en dos por Zero-One. Su cuerpo fue devuelto a Chigusa un año después del incidente.

- Phone Braver 01 (フォンブレイバー０１（ゼロワン）, Fon Bureibā Zero Wan?): llamado "Zero-One" (ゼロワン, Zero Wan), es el prototipo de Phone Braver cuyo número de modelo es PB-CMP-PROT01. Zero-One se convierte en un rebelde después de no poder soportar el dolor de perder a tres compañeros: Yoshio Tanaka (田中 良夫, Tanaka Yoshio), Kō Satō (佐藤 孝, Satō Kō) y Takeo Suzuki (鈴木 武雄, Suzuki Takeo). lo que le hace huir, hiriendo a Second en el proceso. Dos meses después, Zero-One intenta hackear las instalaciones de Under Anchor para encontrar un humano que responda a su razón de existir, dañando a tres Phone Bravers antes de huir. Utilizando criminales de alta tecnología para sus intereses, se las arregla para encontrar un compañero casi ideal en Magira. Las acciones de Zero-One se comentaron en algunos círculos de Internet, ganándose el nombre de "Devil-K", quien, según la leyenda urbana, provoca una maldición letal a cualquiera que este en su presencia. Más tarde desarrolla una obsesión por Seven y Keita, queriendo entender su concepto de "compañeros". Zero-One, ayudó a Magira a secuestrar a Seven para usarlo en un plan para hackear a Eliza nuevamente. Sin embargo, después de ver hasta dónde estaría dispuesto a llegar Keita por Seven, Zero-One, se da por vencido y libera a Seven, mientras revela a Keita, que el verdadero enemigo está dentro de Anchor.

- Phone Braver Next (フォンブレイバー ネクスト, Fon Bureibā Nekusuto?): llamado "Next" (ネクスト, Nekusuto) . Aparece en la serie secuela K-tai Investigation 7: Next. Su número de modelo es PB-S-NEXT-0# y fue creado por la organización Under Anchor's Space, para su proyecto espacial.

### Boost Phones
Los Boost Phones (ブーストフォン, Būsuto Fon) son robots de acoplamiento creados por Under Anchor y se encuentran habitualmente en Eliza. Los Phone Bravers, al acoplarse a los Boost Phones, consiguen aumentar sus habilidades según la crisis en cuestión y la habilidad necesaria. Los Boost Phones también pueden utilizarse independientemente para algunas funciones.
- Boost Phone Seeker (ブーストフォンシーカー, Būsuto Fon Shīkā?): Un teléfono con cámara de vídeo que permite al Phone Braver tener un amplio rango de visión, y ver a través de objetos. Seven suele utilizar Seeker. Por sí solo puede producir fuertes destellos de luz, y utilizarse como una cámara remota que envía su señal a Seven. Su número de modelo es BST-P001.
- Phone Boost Speaker (ブーストフォンスピーカー, Būsuto Fon Supīka?): Permite que un Phone Braver escuchar ondas de sonido, y también atacar emitiendo ondas ultrasónicas. Third solía usar Speaker hasta que Seven comenzó a usarlo. Puede grabar y reproducir muchos sonidos. Su número de modelo es BST-P002.
- Boost Phone Analyzer (ブーストフォンアナライザー, Būsuto Fon Anaraizā?): Proporciona a un teléfono Braver altas capacidades de red, solo Zero-One lo usa. Puede colarse en huecos y realizar cableado y procesamiento físico. Después de usarlo, las funciones relacionadas con la red, como la conexión por cable, la conversión de ondas de radio VHS, la velocidad de acceso y la potencia de procesamiento, mejorarán enormemente. También es capaz de crear virus y realizar ataques de corriente eléctrica. Su número de modelo es BST-P003. Under Anchor lo considera agotado.
- Boost Phone Demolition (ブーストフォンデモリッション, Būsuto Fon Demorisshon?): Otorga a un Phone Braver un arma similar a una motosierra , que solo Zero-One usa. Su número de modelo es BST-P004. Under Anchor lo considera agotado.
- Boost Phone Medic (ブーストフォンメディック, Būsuto Fon Medikku?): le da a un Phone Braver la capacidad de crear vacunas informáticas y tolerancia a los virus informáticos. Su número de modelo es BST-P005.
- Boost Phone Grinder (ブーストフォングラインダー, Būsuto Fon Guraindā?): Le otorga a un Phone Braver la capacidad de destruir objetos con ultra vibración y destruir las moléculas del objeto. Analiza instantáneamente estructuras y permite la descomposición de fluidos utilizando vibraciones   . Fue utilizado por primera vez por Seven, aunque Grinder aún no estaba completamente perfeccionado para ser usado. Por sí solo puede crear pequeños terremotos. Fue creado por Hirofumi, usando el manga Silverman como inspiración. Su número de modelo es BST-P006.
- Boost PC Solid Driver (ブーストＰＣソリッドドライバー, Būsuto PīShī Soriddo Doraibā?): Una mini computadora portátil que puede usarse como una especie de traje, que le otorga más poder a Seven. Puede conectar dos teléfonos Boost. Su número de modelo es BST-P007.
- Boost Phone Observer (ブーストフォン オブザーバー, Būsuto Fon Obuzābā?): Un Boost Phone que aparece en la secuela y está destinado a la observación de puntos fijos a largo plazo, y la investigación de situaciones simples o complejas. Su número de modelo es BST-C002.
- Searcher (アクセルデバイス サーチャー, Akuserudebaisu Sāchā?): Una Herramienta de iluminación para trabajos espaciales y linterna para que los Phone Bravers la usen en áreas oscuras. Su número de modelo es AD-S001.
- Detector (アクセルデバイス ディテクター, Akuserudebaisu Deitekutā?): Una herramienta utilizada para detectar objetos y personas con un alcance de 3 kilómetros cuadrados. Su número de modelo es AD-S002.
- Chrono (アクセルデバイス クロノ, Akuserudebaisu Kurono?): Un dispositivo de comunicación para los "compañeros" y una fuente de energía adicional para los Phone Braver. Su número de modelo es AD-S003.

### Policía
El Departamento de Investigación 7 (捜査７課, Sōsa Nana Ka) es una rama de la policía, que investiga los delitos de alta tecnología y los eventos relacionados con los "teléfonos móviles caminantes".
- Katsuhiko Shimura (志村 克彦, Shimura Katsuhiko?): Un detective de alto rango que se niega a creer en la existencia de los "teléfonos móviles caminantes". Pero cambia de opinión, después de enterarse de la existencia de Under Anchor y Phone Bravers a través de Keita. Le aconseja a Keita que no se exceda y que deje los trabajos más peligrosos "a los adultos".
- Shūgo Kaito (海斗 修吾, Kaito Shūgo?): Es el joven compañero de Shimura y cree de todo corazón en la existencia de los "teléfonos móviles caminantes". Llegando a suponer en su día, que eran un subproducto de la tecnología extraterrestre. Inicia un sitio web similar al de Karen.

### Familia Amishima
- Kentaro Amishima (網島 健太郎, Amishima Kentarō?): El padre de Keita, es un tipo tranquilo. Presintiendo que su familia se estaba distanciando, intenta ingresar al mundo de la política cuando se postula para concejal del barrio, sin embargo, su familia no está de acuerdo al principio, ya que no había contados con ellos para tomar tal decisión. Se disculpa y considera renunciar, pero al final, su familia lo alienta a continuar. Casualmente perdería el puesto de concejal del barrio por el 5% de los votos. A pesar de todo, su familia organiza una fiesta de consolación para él, lo que lo hace estallar en lágrimas de alegría.
- Harumi Amishima (網島 春美, Amishima Harumi?): Madre de Keita. Le preocupa cualquier problema en el que se meta su hijo. Una aficionada a la literatura.
- Karen Amishima (網島 可憐, Amishima Karen?): La hermana de Keita, que se mantiene al tanto de los rumores de Internet sobre los "teléfonos móviles ambulantes". Crea un sitio web para que la gente comparta historias sobre los ellos, mientras se hace pasar por un hombre de mediana edad y una consejera.

### Escuela Secundaria Meiyō
La escuela secundaria Meiyō (明陽高校, Meiyō Kōkō) es la escuela secundaria a la que asiste Keita.
- Yūri Midō (御堂 優璃, Midō Yūri)?): Intenta que Keita se abra y sienta algo por ella. Después del incidente con Devil-K, Yūri comienza a escribir sus propias historias de teléfonos móviles.
- Satoshi Serizawa (芹沢 智, Serizawa Satoshi?): Suele llamar a Keita "Kūki-kun" (空気くん, que significa "cabeza hueca"), debido a su supuesta frialdad y falta de sentido común hacia los demás compañeros de clase, especialmente hacia Yūri. A medida que Keita se vuelve más responsable como resultado de su trabajo continuo con Under Anchor, Yūri nota cómo Satoshi y otros compañeros dejan de llamarlo así.
- Yōko Igarashi (五十嵐 陽子, Igarashi Yōko?): Amiga de Yūri. Tiene una bisabuela que vive en el campo y un bisabuelo, Seiichi Oootaki, que sirvió en la Segunda Guerra Mundial. Originalmente había muerto, pero con la ayuda de una misteriosa llamada del futuro (en realidad, fueron Keita y Seven quienes se habían conectado a su señal de radio a través de uno de los experimentos de Mayuko), sobrevivió, causando un inesperado cambio en el tiempo del que solo Keita es consciente. Cuando Seiichi conoce a Keita en persona, le agradece que le diera el coraje suficiente para seguir viviendo.
- Kenta Jersey (ジャージの健太, Jāji no Kenta?): El profesor de educación física que siempre aparece vistiendo una camiseta deportiva.

### Personas relacionadas con Under Anchor
- Kurando Magira (間明 蔵人, Magira Kurando?): Exagente de Under Anchor que se convertiría en el compañero de Phone Braver 5 hasta que fue destruido, Magira dejó la organización y se le dio por muerto. Después de lo sucedido, Magira, generara un gran odio a Anchor y se convertirá en una amenaza para la humanidad, trabajando desde las sombras. Además cooperara con Zero-One, que escapó de Under Anchor, en muchos de sus planes. Más tarde fue nombrado presidente de Flanet Corporation (フラネット社, Furanetto Sha) y puso a Gene en el mercado.
- Akira Karasaki (唐崎 晶, Karasaki Akira?): Una talentosa programadora de la edad de Keita e hija del presidente de la compañía de software "Net Guardian". No va a la escuela debido a su alto intelecto y habilidades, además de trabajar en "Net Guardian". Desde que se enteró de la existencia Anchor a través de un incidente ocurrido en "Net Guardian", donde conoció a Keita, quiso unirse a la organización. Más tarde, Akira, pide ayuda a Keita y Yūri para investigar el parque de atracciones "Happy Picnic Land", donde intentan descubrir una actividad ilegal, que implica el uso de una onda para manipular las emociones de las personas.
- Hidehiko Motomiya (元宮 英彦, Motomiya Hidehiko?): El secretario de un legislador vinculado a Anchor. También es uno de los conspiradores de Magira.

### Otros
- Kantō Denryūkai (関東電龍会, que significa "Organización del Dragón Eléctrico de Kanto"?): Un grupo de gánsteres de Internet que robaron el primer salario de Keita. Está formado por un jefe y otros tres miembros.
- Tatsurō Ōe (大江 達郎, Ōe Tatsurō?): El mejor amigo de Keita antes de mudarse a Tokio.
- Toshiaki Tada (多田敏明, Tada Toshiaki?): Un cracker enigmático que robaba bancos, hasta que fue arrestado por Takimoto y Chiasa, y juró vengarse. Después de salir de la cárcel, secuestra a Keita y Seven, además de hacerse con el control de Eliza, con la intención de exponer a Under Anchor al mundo.

## Reparto
| Actor | Papel                            |
| --- | -------------------------------- |
| Masataka Kubota (窪田 正孝, Kubota Masataka?)                                                                                           | Keita Amishima                   |
| Satoshi Matsuda (松田 悟志, Matsuda Satoshi?)                                                                                           | Daiki Kirihara                   |
| Kanji Tsuda (津田 寛治, Tsuda Kanji?)                                                                                                   | Sōsuke Takimoto                  |
| Yuko Ito (伊藤 裕子, Itō Yūko?) | Chigusa Mimasaka                 |
| Yoko Mitsuya (三津谷 葉子, Mitsuya Yōko?)                                                                                               | Tōko Asano                       |
| Mickey Curtis (ミッキー・カーチス, Mikkī Kāchisu?)                                                                                      | Kōhei Mito                       |
| Nao Nagasawa (長澤 奈央, Nagasawa Nao?)                                                                                                 | Mayuko Hasekura                  |
| Mizuho Hata (秦 みずほ, Hata Mizuho?)                                                                                                   | Mutsuki Sakaki                   |
| Natsuko Tatsumi (辰巳 奈都子, Tatsumi Natsuko?)                                                                                         | Yayoi Kageyama                   |
| Natsumi Kamata (鎌田 奈津美, Kamata Natsumi?)                                                                                           | Sayaka Kisaragi                  |
| Naoyuki Morita (森田 直幸, Morita Naoyuki?)                                                                                             | Hirofumi Morishita               |
| Daisuke Sano (佐野 大輔, Sano Daisuke?)                                                                                                 | Sōichirō Hasumi                  |
| Daisuke Satō (佐藤 大介, Satō Daisuke?)                                                                                                 | Shūhei Tsujikaze                 |
| Hidekazu Asari (浅利 英和, Asari Hidekazu?)                                                                                             | Shinichi Mitarai                 |
| Eri Hayama (葉山 恵里, Hayama Eri?) | Kaori Amane                      |
| Mai Amano (あまの まい, Amano Mai?) | Sakura Mochizuki                 |
| Rieko Ankyū (安久 理恵子, Ankyū Rieko?)                                                                                                 | Kyōko Fujimiya                   |
| Ikkei Watanabe (渡辺 いっけい, Watanabe Ikkei?)                                                                                         | Yūto Date                        |
| Toru Masuoka (益岡 徹, Masuoka Tōru?)                                                                                                   | Masayoshi Sōda                   |
| Hiroshi Katsuno (勝野 洋, Katsuno Hiroshi?)                                                                                             | Katsuhiko Shimura                |
| Yosuke Katsuno (勝野 洋輔, Katsuno Yōsuke?)                                                                                             | Shūgo Kaito                      |
| Hiromasa Taguchi (田口 浩正, Taguchi Hiromasa?)                                                                                         | Kentaro Amishima                 |
| Noriko Watanabe (渡辺 典子, Watanabe Noriko?)                                                                                           | Harumi Amishima                  |
| Reiko Igarashi (五十嵐令子, Igarashi Reiko?)                                                                                            | Karen Amishima                   |
| Natsuki Okamoto (岡本 奈月, Okamoto Natsuki?)                                                                                           | Yūri Midō                        |
| Mikiya (未来弥, Mikiya?) | Satoshi Serizawa                 |
| Nana Akiyama (秋山 奈々, Akiyama Nana?)                                                                                                 | Yōko Igarashi                    |
| Hassei Takano (高野 八誠, Takano Hassei?)                                                                                               | Kurando Magira                   |
| Rin Asuka (飛鳥 凛, Asuka Rin?) | Akira Karasaki                   |
| Masaya Kikawada (黄川田 雅哉, Kikawada Masaya?)                                                                                         | Hidehiko Motomiya                |
| Seiji Chihara (千原 せいじ, Chihara Seiji?)                                                                                             | Kenta Jersey (Kenta en camiseta) |
| Kazuma Sano (佐野 和真, Sano Kazuma?)                                                                                                   | Tatsurō Ōe                       |
| Masaki Sumitani (住谷正樹, Sumitani Masaki?) Makoto Izubuchi (出渕誠, Izubuchi Makoto?) Masashi Kumada (くまだ まさし, Kumada Masashi?) | Los tres miembros                |

### Reparto de voces
- Kunihiro Kawamoto (河本 邦弘, Kawamoto Kunihiro?) como teléfono Braver 7
- Tomohiro Tsuboi (坪井 智浩, Tsuboi Tomohiro?) como teléfono Braver 01
- Tokuyoshi Kawashima (川島 得愛, Kawashima Tokuyoshi?) como teléfono Braver 3
- Masako Katsuki (勝生 真沙子, Katsuki Masako?) como teléfono Braver 2
- Saori Gotō (後藤 沙緒里, Gotō Saori?) como teléfono Braver 4
- Ai Haruna (はるな 愛, Haruna Ai?) como teléfono Braver Five / Copiar Teléfono Braver Gene
- Tomokazu Seki (関 智一, Seki Tomokazu?) como teléfono Braver - NEXT -
- Oki (ミュージシャン,?) Narración de apertura
- Ryūsuke Ōbayashi (大林 隆介, Ōbayashi Ryūsuke?) como perro letrero (epi. 19, 20)
- Shigeru Chiba (千葉 繁 Chiba Shigeru?) como la voz del padre de Shanghai-tei (epi. 35)

### Reparto invitado
Entre paréntesis el número de episodio en el que han aparecido.
- Erika Mine (峰 えりか, Mine Erika?) como presentadora de noticias / Reportera
- Shōgo Kawashima (川島 省吾, Kawashima Shōgo?) como Yoshiki Kashiwagi (1)
- Jun Kunimura (國村 隼, Kunimura Jun?) como presidente (1)
- Tomohisa Yuge (弓削智久, Yuge Tomohisa?) como Ryuji Kaga (1)
- Tōru Tezuka (手塚とおる, Tezuka Tōru?) como Yuji Otonashi (3)
- Kayoko Okubo (大久保 佳代子, Ōkubo Kayoko?) como gerente de tienda Anchor Stop (4)
- Hiroaki Matsuzawa (松澤仁晶, Matsuzawa Hiroaki?) como empleado de la joyería (4)
- Taro Oga (大賀太郎, Oga Taro?) y Kemeko Matsuyama (松山ケメ子, Matsuyama Kemeko?) como atracadores (4)
- Dante Carver (ダンテ・カーヴァー,?) como hombre paseando al perro (4)
- Daijirō Kawaoka (川岡大次郎, Kawaoka Daijirō?) como Ryosuke Ando (6)
- Renji Ishibashi (石橋 蓮司, Ishibashi Renji?) como Toyojiro Amagi (7)
- Toshiya Tōyama (遠山俊也, Tōyama Toshiya?) como Tetsuya Takenaka (11)
- Golgo Matsumoto (ゴルゴ松本, Matsumoto Golgo?) como jefe (13)
- Kyoka Shibata (柴田 杏花, Shibata Kyōka?) como Keiko Muraoka (14)
- Kozo Sato (佐藤貢三, Satō Kōzō?) como padre de Keiko (14)
- Hiro Komura (古村 比呂, Komura Hiro?) como madre de Keiko (14)
- Ryo Hasegawa (長谷川遼, Hasegawa Ryō?) como Tatsumi Chono (15)
- Satoshi Aiba (相場智, Aiba Satoshi?) como Hiroharu Inorashi (15)
- Koto Miyazawa (宮澤航人, Miyazawa Koto?) como Satoru Kashimura (15)
- Masayuki Itō (伊藤正幸, Itō Masayuki?) como padre de Inorashi (15)
- Takushi Tanaka (Ungirls) (田中卓志, Tanaka Takushi?) como Keiichi Sasaki (16)
- Sumie Sasaki (佐々木すみ江, Sasaki Sumie?) como Hatsue Otaki (17)
- Junkichi Orimoto (織本 順吉, Orimoto Junkichii?) como Seiichi Otaki (17)
- Naoko Watanabe (渡辺 奈緒子, Watanabe Naoko?) como Hatsue con 20 años (17)
- Yuki Tsujimoto (辻本祐樹, Tsujimoto Yūki?) como Seiichi con unos 20 años (17)
- Noriko Nakagoshi (中越典子, Nakagoshi Noriko?) como Shiori Takagaki (18)
- Tomomi Miyashita (宮下ともみ, Miyashita Tomomi?) como Misato Nakano (18)
- Masahiro Sodou (須藤正裕, Sodou Masahiro?) como propietaria del restaurante Soba (19)
- Okuda Wareta (奥田 ワレタ, Wareta Okuda?) como empleada de restaurante soba (19)
- Hirano Tsunejiro (平野常次郎, Tsunejiro Hirano?) como empleado de stand (19)
- Mabuki Ando (安藤 麻吹, Mabuki Andō?) como Oshichi (19, 20)
- Satomi Achiwa (阿知波悟美, Achiwa Satomi?) como trabajadora de la Posada Nakai (19, 20)
- Kenji Nagae (長江健次, Nagae Kenji?) como mecánico (19,20)
- Masahiro Sodou (須藤正裕, Sodou Masahiro?) como el hombre de las tres garras (19, 20)
- Nozomi Hashimoto (橋本望, Hashimoto Nozomi?) como asistente mecánico (20)
- Miwako Ishibashi (石橋美和子, Ishibashi Miwako?) como artista (20)
- Seiko Iwaido (岩井堂聖子, Iwaido Seikō?) como Junko Kakiuchi (22)
- Kazuki Namioka (波岡 一喜 Namioka Kazuki?) como Kazunari Yabe (22)
- Kuro chan (Yasuda Dai Circus)  (クロちゃん, chan Kuro?) como hombre macho misterioso (23)
- Sujitarō Tamabukuro (玉袋筋太郎, Tamabukuro Sujitarō?) como Kotaro Yamazaki (24)
- Mitsunori Hirokawa (廣川三憲, Hirokawa Mitsunori?) como Kazuhiro Hirakawa (24)
- Masayuki Yui (油井昌由樹, Yui Masayuki?) como comentarista (24)
- Takeshi Kongouchi (金剛地武志, Kongouchi Takeshi?) como Kotomi Namba (25)
- Takayasu Komiya (小宮孝泰, Komiya Takayasu?) como Kiichiro Amahara (25)
- Hiroyuki Nagato (長門裕之, Nagato Hiroyuki?) como viejo amable (26)
- Takane Hosoyama (細山貴嶺, Hosoyama Takane?) como talla L (26)
- Hidetoshi Hoshida (星田 英利, Hoshida Hidetoshi?) como Sid (27)
- Yukari Shiomi (汐見ゆかり, Shiomi Yukari?) como Nancy (27)
- Ayu Kanesaki (兼崎 杏優, Kanesaki Ayu?) como Yuri (niña pequeña) (28)
- Chika Ōtsuka (大塚 ちか, Ōtsuka Chika?) como madre Yuri (28)
- Mikio Ōsawa (大沢樹生, Ōsawa Mikio?) como Cuervo Blanco (29)
- Hitomi Shimatani (島谷 ひとみ, Shimatani Hitomi?) como ella misma (30)
- Masato Irie (入江雅人, Irie Masato?) como gerente (30)
- Miyū Wagawa (和川ミユウ, Wagawa Miyū?) como Mari Sakai (30)
- Makiko Kuno (クノ真季子, Kuno Makiko?) como Ritsuko Sakai (30)
- Yôsuke Ôchi (大地洋輔, Ôchi Yôsuke?) como Mitsugu Jimii (30)
- Yasukaze Motomiya (本宮 泰風, Motomiya Yasukaze?) como Toshiaki Tada (31)
- Ayano Takii (locutora de TV Tokyo) (滝井礼乃, Takii Ayano?) como locutora (32)
- Yudai Ishiyama (石山雄大, Ishiyama Yudai?) como productor de la cadena de televisión (32)
- Takumi Matsumoto (松本匠, Matsumoto Takumi?) como director de la cadena de televisión (32)
- Delcea Mihaela Gabriela (デルチャ・ミハエラ・ガブリエラ, doblaje al japonés: Mabuki Ando?) como Cecile Adam (34)
- Jacob Schimp (ジャイコブ・シンプ?) como Jean (34)
- Jill Beaufils (ジル・ボーフィルズ?) como Philip (34)
- Masahiro Sugisaki (杉崎 真宏, Sugisaki Masahiro?) como Yafusa (36)
- Shion Machida (街田 しおん, Machida Shion?) como Bakin Ryuzawa (36)
- Toshiya Nagasawa (永澤 俊矢, Nagasawa Toshiya?) como Cuenco dorado (36)
- Tomoaki Hamatsu (Nasubi (なすび, "Berenjena"?)  (浜津 智明, Hamatsu Tomoaki?) como miembro de "Los ocho perros guerreros" (36)
- Junpei Yasui (安井順平, Yasui Junpei?) como miembro de "Los ocho perros guerreros" (36)
- Minoru Imaizumi (18KIN) (今泉 稔, Imaizumi Minoru?) como miembro de "Los ocho perros guerreros" (36)
- Yuki Maruyama (丸山祐樹, Maruyama Yuki?) como miembro de "Los ocho perros guerreros" (36)
- Kensuke Takemasa (Tariki) (丸山祐樹, Takemasa Kensuke?) como miembro de "Los ocho perros guerreros" (36)
- Sanpei Tsubaki (Seiichiro Ikeda) (池田誠一郎  Tsubaki Sanpei?) como miembro de "Los ocho perros guerreros" (36)
- Mitsutoshi Saijō (西条みつとし, Saijō Mitsutoshi?) como miembro de "Los ocho perros guerreros" (36)
- Ryō Fukawa (ふかわりょう, Fukawa Ryō?) como Dan Torao (38)
- Yūki Himura (Bananaman) (日村 勇紀, Himura Yūki?) como Kazu (39)
- Tooru Nomaguchi (野間口徹, Nomaguch Tooru?) como Yuya Minagawa (40)
- Mitsuki Tanimura (谷村 美月 Tanimura Mitsuki?) como Miho Shimizu (45)

## Otros créditos
- Director general de la serie: Takashi Miike
- fotografía: Masakazu Oka
- Planificación: Akihiro Yokoi y Mitsuhisa Ishikawa
- Supervisión: Hideto Tomabechi
- Iluminación: Hiromasa Obata
- Dirección de arte: Tomoyuki Maruo
- Asistente de dirección: Ken'ichirô Nishiumi, Masato Tanno, Takeshi Watanabe, Katsutoshi Hirano y Kazuhiko Ishida
- Guionista principal: Atsuhiro Tomioka
- Diseño mecánico (Mecha): Shintarô Kishimoto
- Coordinador de especialistas: Keiji Tsujii y Eiji Morisaki
- Efectos de sonido: Tsubasa Nakamura
- Cooperación de producción: OLM Digital. Yahoo! Japan. Toshiba. TV Tokyo Broadband.

## Episodios
Las fechas de transmisión son de TV Tokyo. 45 episodios principales + 3 episodios extra. Inicialmente se planeó un total de 51 episodios. 
| N.º  | Título | Dirigido por        | Escrito por         | Fecha de emisión                                           |
| ---- | --- | ------------------- | ------------------- | ---------------------------------------------------------- |
| 1    | A Walking Cellphone!?/Connection Bonds (¿¡Un teléfono móvil caminando!?/Lazos de conexión) (en japonés: ケータイ、歩く！？／つながる絆, Kētai Aruku!?/Tsunagaru Kizuna?)                                   | Takashi Miike       | Atsuhiro Tomioka    | 2 de abril de 2008 (Episodio piloto de 46 minutos)         |
| 2    | Black Cellphone (Teléfono móvil negro) (en japonés: 黒いケータイ, Kuroi Kētai?) | Takeshi Watanabe    | Atsuhiro Tomioka    | 9 de abril de 2008                                         |
| 3    | An Agent's Job (El trabajo de un agente) (en japonés: エージェントの仕事, Ējento no Shigoto?) | Takeshi Watanabe    | Atsuhiro Tomioka    | 16 de abril de 2008                                        |
| 4    | Solo Mission (Misión en solitario) (en japonés: ソロ・ミッション, Soro Misshon?) | Hiroyuki Tsuji      | Junichi Fujisaku    | 23 de abril de 2008                                        |
| 5    | City Legend Devil-K (Leyenda de la ciudad Diablo-K) (en japonés: 都市伝説デビルＫ, Toshi Densetsu Debiru Kei?)                                                                                             | Hiroyuki Tsuji      | Ryô Higaki          | 7 de mayo de 2008                                          |
| 6    | Escaping Love (Escapar del amor) (en japonés: 逃げる恋, Nigerukoi?) | Manabu Asō          | Yoshifumi Fukushima | 14 de mayo de 2008                                         |
| 7    | Literature Scolding (Literatura regañando) (en japonés: ブンゴー、怒る, Bungō, Ikaru?) | Manabu Asō          | Shūichi Kōyama      | 21 de mayo de 2008                                         |
| 8    | Trap Building (Construcción de trampas) (en japonés: トラップ・ビル, Torappu Biru?) | Takeshi Watanabe    | Hiroshi Yamaguchi   | 28 de mayo de 2008                                         |
| 9    | Buddy System (Sistema de compañeros) (en japonés: バディシステム, Badi Shisutemu?) | Takeshi Watanabe    | Atsuhiro Tomioka    | 4 de junio de 2008                                         |
| 10   | Counter Attack! (¡Contraataque!) (en japonés: カウンター・アタック！, Kauntā Atakku!?) | Kazuya Konaka       | Ryô Higaki          | 11 de junio de 2008                                        |
| 11   | Thank You Blitzkrieg (Gracias ataque relámpago) (en japonés: サンキュー電撃作戦, Sankyū Dengeki Sakusen?)                                                                                                  | Kazuya Konaka       | Junichi Fujisaku    | 18 de junio de 2008                                        |
| 11.5 | K-tai Mecha Great Gathering! (¡Gran reunión de mecánicos de telefonía móvil!) (en japonés: ケータイメカ大集合!, Kētai Meka Daishūgō!?)                                                                     | Takeshi Watanabe    | Ryô Higaki          | 29 de junio de 2008 (Episodio especial)                    |
| 12   | Last Day on Earth (T_T) (Último día en la Tierra (T_T)) (地球最後の日（Ｔ＿Ｔ）, Chikyū Saigo no Hi (T_T)?)                                                                                                | Hiroyuki Tsuji      | Shūichi Kōyama      | 2 de julio de 2008                                         |
| 13   | Earthquake! Grinder (¡Terremoto! Molinillo) (en japonés: 激震！グラインダー, Gekishin! Guraindā?) | Hiroyuki Tsuji      | Yoshifumi Fukushima | 9 de julio de 2008                                         |
| 14   | Seven's Lullaby (La canción de cuna de los siete) (en japonés: セブンの子守唄, Sebun no Komoriuta?) | Takeshi Watanabe    | Hiroshi Yamaguchi   | 16 de julio de 2008                                        |
| 15   | Friendly Magic (La magia de hacerse amigos) (en japonés: なかよくなる魔法, Nakayokunaru Mahō?) | Takeshi Watanabe    | Junichi Fujisaku    | 23 de julio de 2008                                        |
| 16   | Seven vs. Zero-One! (¡Siete contra cero uno!) (en japonés: セブン対ゼロワン！, Sebun tai Zero Wan!?) | Kazuya Konaka       | Atsuhiro Tomioka    | 30 de julio de 2008                                        |
| 17   | The Distant Summer Sky (El lejano cielo de verano) (en japonés: 遠い夏の空と, Tōi Natsu no Sora to?) | Noroi Tsuruta       | Jirō Kaneko         | 6 de agosto de 2008                                        |
| 18   | URL | Noroi Tsuruta       | Noboru Takagi       | 20 de agosto de 2008                                       |
| 19   | Out of Range Woman: Part 1 (Mujer fuera de alcance: Parte 1) (en japonés: 圏外の女 前編, Kengai no Onna Zenpen?)                                                                                           | Mamoru Oshii        | Mamoru Oshii        | 27 de agosto de 2008                                       |
| 20   | Out of Range Woman: Part 2 (Mujer fuera de alcance: Parte 2) (en japonés: 圏外の女 後編, Kengai no Onna Kōhen?)                                                                                            | Mamoru Oshii        | Mamoru Oshii        | 3 de septiembre de 2008                                    |
| 21   | Dark Past (Pasado oscuro) (en japonés: 黒い過去, Kuroi Kako?) | Hiroyuki Tsuji      | Junichi Fujisaku    | 10 de septiembre de 2008                                   |
| 22   | Heart's Light (Luz del corazón) (en japonés: こころのひかり, Kokoro no Hikari?) | Hiroyuki Tsuji      | Yoshifumi Fukushima | 17 de septiembre de 2008                                   |
| 23   | K-tai Dies (K-tai muere) (en japonés: ケータイ死す, Kētai Shisu?) | Takashi Miike       | Atsuhiro Tomioka    | 24 de septiembre de 2008 (Episodio especial de 46 minutos) |
| 23.5 | K-tai Talk (K-tai habla) (en japonés: ケータイ語る, Kētai Kataru?) | Takeshi Watanabe    | Yoshiki Sakurai     | 1 de octubre de 2008 (Episodio especial)                   |
| 24   | Amishima Family's Greatest Crisis (La mayor crisis de la familia Amishima) (en japonés: 網島家最大の危機, Amishima Ke Saidai no Kiki?)                                                                     | Shusuke Kaneko      | Jirō Kaneko         | 15 de octubre de 2008                                      |
| 25   | The Amusement Park Where the Angel Falls (El parque de atracciones donde cae el Ángel) (en japonés: 天使のふる遊園地, Tenshi no Furu Yūenchi?)                                                             | Kazuya Konaka       | Ryô Higaki          | 22 de octubre de 2008                                      |
| 26   | What Ninja! (¡Qué ninja!) (en japonés: ニャンたる忍者！, Nyantaru Ninja!?) | Shusuke Kaneko      | Yoshiki Sato        | 29 de octubre de 2008                                      |
| 27   | Probability of Unrequited Love (Probabilidad de amor no correspondido) (en japonés: 失恋のカクリツ, Shitsuren no Kakuritsu?)                                                                               | Masato Tanno        | Shūichi Kōyama      | 5 de noviembre de 2008                                     |
| 28   | The Day when the K-tai was Born (El día en que nació el K-tai) (en japonés: ケータイが生まれた日, Kētai ga Umareta Hi?)                                                                                    | Masato Tanno        | Yoshiki Sakurai     | 12 de noviembre de 2008                                    |
| 29   | Start! Solid (¡Comienza! Sólido) (en japonés: 発進！ソリッド, Hasshin! Soriddo?) | Kunihiko Yuyama     | Ryô Higaki          | 19 de noviembre de 2008                                    |
| 30   | Net Live Defense Command (Comando de defensa Net Live) (en japonés: ネットライブ防衛指令, Netto Raibu Bōei Shirei?)                                                                                        | Kunihiko Yuyama     | Hiroshi Yamaguchi   | 26 de noviembre de 2008                                    |
| 31   | Zero-One, Runs (Zero-One, corre) (en japonés: ゼロワン、走る, Zero-Wan Hashiru?) | Manabu Asō          | Yoshiki Sakurai     | 3 de diciembre de 2008                                     |
| 32   | Space Virus (Virus espacial) (en japonés: 宇宙ウィルス, Uchū Wirusu?) | Manabu Asō          | Hiroshi Yamaguchi   | 10 de diciembre de 2008                                    |
| 33   | Love Love ♥ Great Operation (Amor Amor ♥ Gran Operación) (en japonés: ラブラブ♥大作戦, Raburabu Dai Sakusen?)                                                                                              | Kazuya Konaka       | Junichi Fujisaku    | 17 de diciembre de 2008                                    |
| 33.5 | Doki ♥ X'mas Investigator (Doki ♥ Investigador de Navidad) (en japonés: ドキッ♥X'mas捜査官, Doki Kurisumasu Sōsakan?)                                                                                      | Takeshi Watanabe    | Hiroshi Yamaguchi   | 23 de diciembre de 2008 (Episodio especial)                |
| 34   | Targeted Third (Tercero objetivo) (en japonés: ねらわれたサード, Nerawareta Sādo?) | Kazuya Konaka       | Yoshifumi Fukushima | 24 de diciembre de 2008                                    |
| 35   | Keita's Hatsuyume (Keita's First Dream) (Hatsuyume de Keita - El primer sueño de Keita) (en japonés: ケイタのはつゆめ, Keita no Hatsuyume ?)                                                               | Takeshi Watanabe    | Mamoru Oshii        | 7 de enero de 2009                                         |
| 36   | Friend (Amigo) (en japonés: ともだち, Tomodachi?) | Masato Tanno        | Shūichi Kōyama      | 14 de enero de 2009                                        |
| 37   | Keita and Tatsurō (Keita y Tatsurō) (en japonés: ケイタとタツロー, Keita to Tatsurō?) | Masato Tanno        | Atsuhiro Tomioka    | 21 de enero de 2009                                        |
| 38   | Someone was Watching (Alguien estaba mirando) (en japonés: 誰かが見ていた, Dareka ga Miteita?) | Takeshi Watanabe    | Jirō Kaneko         | 28 de enero de 2009                                        |
| 39   | Unescapable Love (Amor ineludible) (en japonés: 逃げられない恋, Nigerarenai Koi?) | Ken'ichirô Nishiumi | Yoshifumi Fukushima | 4 de febrero de 2009                                       |
| 40   | Kirihara and Third (Kirihara y Tercero) (en japonés: 桐原とサード, Kirihara to Sādo?) | Ken'ichirô Nishiumi | Atsuhiro Tomioka    | 11 de febrero de 2009                                      |
| 41   | Seven's Dream (El sueño de siete) (en japonés: セブンの見る夢, Sebun no Miru Yume?) | Masato Tanno        | Junichi Fujisaku    | 18 de febrero de 2009                                      |
| 42   | Wake-up Gene (Gen del despertador) (en japonés: 目覚める遺伝子, Mezameru Idenshi?) | Masato Tanno        | Ryô Higaki          | 25 de febrero de 2009                                      |
| 43   | True Enemy (Verdadero enemigo) (en japonés: 真の敵, Shin no Teki?) | Hiroyuki Tsuji      | Shūichi Kōyama      | 4 de marzo de 2009                                         |
| 44   | Zero-One's Explanation (La explicación de Zero-One) (en japonés: ゼロワンの解, Zero Wan no Kai?) | Hiroyuki Tsuji      | Hiroshi Yamaguchi   | 11 de marzo de 2009                                        |
| 45   | Future Tomorrow: To the Adults of the Coming Era (El futuro del mañana: para los adultos de la era venidera) (en japonés: 明日未来～来るべき時代の大人達へ, Asu Mirai ~Kitaru beki Jidai no Otonatachi e?) | Takashi Miike       | Atsuhiro Tomioka    | 18 de marzo de 2009 (Episodio especial de 46 minutos)      |

## Producción
Este es el primer trabajo de efectos especiales creado por WiZ, una empresa de planificación y desarrollo de juguetes, y Production IG, una productora de animación. Fue la primera vez en 21 años, que un trabajo de efectos especiales se transmitía en horario de máxima audiencia desde Chōjinki Metalder.
El director de la serie, Takashi Miike, comentó: "Aunque es un programa para niños, queremos poder divertirnos con él, sin intentar complacer solo a los niños y con la mentalidad de: No subestimes a TV Tokyo." Aparecen muchos actores veteranos con experiencia en dramas generales, y el contenido es extremadamente variado, cuenta con historias duras y humanas, pasando por el terror y la comedia. 
El 22 de octubre de 2008, ganó el premio en la categoría "Niños y Jóvenes" en los recién creados "Premios de Drama de Tokio" en el International Drama Festival in Tokyo (国際ドラマフェスティバル in TOKYO) de 2008. 

## Lanzamiento
K-tai Investigator 7 se emitió en TV Tokyo y Gifu Broadcasting System desde el 2 de abril de 2008 hasta el 18 de marzo de 2009. El horario de transmisión fue los miércoles de 19:00 a 19:26 aproximadamente. Sin embargo, el primer episodio, el episodio 23 y el episodio final son especiales de 46 minutos aprox.

La serie fue lanzada en DVD y Blu-ray, incluyendo distintos contenidos extra. 
- Publicado en DVD en 12 volúmenes para alquiler. Distribuidos por Pony Canyon y editados por Marvelous Entertainment. [8]
- Lanzado en DVD y Blu-ray en 13 volúmenes. Distribuidos por Bandai Visual. [9]
- Lanzado en Blu-ray-BOX el 28 de enero de 2020, por Bandai Namco Arts. [10]